# سن پدرو (انتیوکیا)
سان پدرو (انتیوکیا) (به اسپانیایی: San Pedro, Antioquia) یک شهرک در کلمبیا است که در شهرستان انتیوکیا واقع شده‌است.